# ماهی سه‌پا
ماهی سه‌پا (نام علمی: Bathypterois grallator) نام یک گونه از تیره ماهیان سه‌پای ژرفا است.